# Space Hulk (игра, 1993)
Space Hulk — компьютерная игра в жанре тактики в реальном времени, разработанная и выпущенная компанией Electronic Arts в 1993 году для платформ Amiga, DOS и NEC PC-98. Space Hulk основана на одноименной настольной игре, разработанной британской компанией Games Workshop.
Действие Space Hulk происходит в вымышленной научно-фантастической вселенной Warhammer 40,000 и разворачивается на борту заброшенного космического корабля: игрок управляет отрядом «космодесантников» — генетически усовершенствованных и тяжело бронированных солдат, противостоящих быстрым и опасным инопланетянам-«генокрадам». Игрок наблюдает за передвижением отряда на карте с видом сверху и отдает приказы отдельным десантникам через интерфейс, напоминающий шутер от первого лица. Тактическая пауза позволяет приостановить игру, чтобы оценить ситуацию и раздать приказы членам отряда.
Игра получила смешанные оценки критиков: обозреватели отмечали напряженный геймплей и пугающую атмосферу Space Hulk, сравнивая её с фильмом Джеймса Кэмерона «Чужие»; особых похвал также удостоились графика и звук игры. В то же время ряд критиков посчитал игру неоправданно сложной, а некоторые её особенности — в частности, крайнюю медлительность космодесантников — вызывающими раздражение. В 1996 году вышла игра-продолжение — Space Hulk: Vengeance of the Blood Angels.

## Игровой процесс
В игре присутствует 51 миссия, включающие в себя задания на уничтожение, эвакуацию ценного предмета и организованное отступление. 21 миссия формируют целостную кампанию, повествующую о событиях в системе Толеви, остальные миссии являются тренировочными либо обособленными сценариями. Перед каждой миссией игрок получает брифинг, на котором объясняются устанавливаемые перед игроком цели. В стандартное вооружение терминаторов входят штурмовые болтеры и силовые кулаки, но в некоторых миссиях игрок может менять экипировку своего отряда с помощью 10 наименований оружия. Выжившие по ходу кампании космодесантники получают опыт, улучшающий их боевые навыки.
В начале боя терминаторы игрок располагаются одной или двумя группами в заранее указанных местах, когда как генокрады появляются непрерывно из определённых точек на карте. Игровой процесс в боевом режиме делится на два интерфейса: с точки зрения обзорной камеры выбранного терминатора, когда он непосредственно управляет космодесантником, и экрана планирования, в котором игрок может отдавать приказы другим терминаторам. В режиме планирования реализован туман войны, которые скрывает количество противников за отметками радара.
Режим обзорной камеры разделяется на основной и дополнительные экраны. На основном экране отображается вид от первого лица терминатора, которым в данный момент управляет игрок. На дополнительных экранах отображаются вид с точки зрения других терминаторов. В любой момент игрок может переключаться между этими экранами, беря на себя тем самым управление конкретным терминатором. По умолчанию не управляемый игроком и вооружённый штурмовым болтером космодесантник становится в режим «Надзора», автоматически стреляя в любых противников в поле зрения. Стрелковое оружие, тем не менее, от непрерывного огня может заклинить, что сделает его бесполезным на несколько секунд — до тех пор, пока неисправность не будет устранена. Хотя миссия проходит в режиме реального времени, игрок может установить игру в режим тактической паузы, ограниченной таймером. За это время игрок может проанализировать ситуацию и отдать приказы своим космодесантниками. В режиме реального времени таймер начинает восстанавливаться.

## Сюжет
Space Hulk основана на одноимённой настольной игре 1989 года, разработанной в сеттинге Warhammer 40,000. Тысячелетия назад человечество строило огромные корабли для колонизации других миров. Многие из них после старта сгинули в подпространстве Вселенной — варпе. Периодически появляясь в различных секторах обжитого людьми космоса, такие реликтовые корабли, именуемые «Space Hulk», представляют огромный интерес у Империума как источник забытых технологий и знаний. Однако, наряду с технологиями, космические корабли таят в себе угрозу — они заражены генокрадами. Игроку, руководящему отрядом элитных космодесантников, облачённых в силовые доспехи класса «Терминатор», предстоит зачищать такие корабли.
Сюжет разворачивается вокруг космодесантиков ордена Тёмных Ангелов. Несколько столетий назад Тёмные Ангелы отразили набег генокрадов в системе Толеви, в ходе которого капитан Ангелов повёл своих людей на захват реликтового космического корабля «Sin of Damnation». Сразу после высадки десанта корабль исчезает в варпе.
К моменту начала игры в системе Толеви обнаруживается сигнал бедствия, и орден Тёмных Ангелов направляется туда для выяснения причин. На одной из планет обнаруживаются генокрады, и силам космодесантников приказано уничтожить разум улья. Однако генокрадов слишком много, и космодесантники вынуждены отступить. Не имея другого выбора, они вынуждены применить против заражённой планеты вирусные бомбы — биологическое оружие массового уничтожения.
Сразу после этого из варпа снова появляется космический остов «Sin of Damnation». Космодесантникам отдаётся приказ захватить корабль. Проникнув на корабль, отряд терминаторов уничтожает выводок генокрадов и их Патриарха. В конце кампании космодесантники проникают вглубь остова и обнаруживают источник сигнала бедствия.

## Разработка
Настольная игра Space Hulk стала для издателя Games Workshop третьей игрой, адаптированной на компьютер; предыдущими двумя играми были HeroQuest и Space Crusade, компьютерные игры по мотивам которых были изданы компанией Gremlin Graphics. Настольная версия Space Hulk рассчитана на двух игроков, один из которых берёт роль десантников, а второй — генокрадов. Игроки по очереди двигают своими фишками для достижения цели, однако ходы игрока, управляющего десантниками, ограничены по времени. По задумке, игра должна поощрять обоих игроков разрабатывать новые тактики — один управляет медленно перемещающимися космодесантниками с дальнобойным огнестрельным оружием, а второй играет за быстроходных генокрадов, сражающихся в ближнем бою.
Перенос Space Hulk в компьютерную игру был инициирован компанией Electronic Arts в 1991 году, она же управляла разработкой проекта. Однако вместо того, чтобы воспользоваться подходом Gremlin и создать точную копию настольной игры в цифровой форме, Electronic Arts и Games Workshop решили разработать игру, функции которой использовали бы преимущества технологий персональных компьютеров. Внутренние стенки корпусов Space Hulk были отрисованы с помощью технологии трассировки лучей, что переложило большую часть работы с художников на компьютер. Этот метод сократил время, нужное для добавления новых наборов стен в игру, с двух недель до 12 часов. Хотя цифровой звук был относительно новой технологией в то время, команда использовала возможности звуковой карты для воспроизведения визгов и рычания инопланетян, заполонивших корабли, и криков предупреждения от десантников, находящихся под атакой. Вступительная тема игры, «Get Out Of My Way», была записана британской хард-рок-группой D-Rok, а гостевым гитаристом выступил Брайан Мэй из группы Queen. Games Workshop помогала Electronic Arts сохранять игру близкой к корням Warhammer 40,000, предоставляя сценаристов с материалами и ответами о вымышленной вселенной. Команда разработчиков создала обучающие миссии с нуля, однако все остальные миссии были перенесены из настольной игры и дополнения Deathwing Campaign.
Игра изначально была выпущена в июне 1993 года на дискетах для персональных компьютеров и их клонов под управлением DOS, а затем портирована на другие платформы и носители. CD-версия Space Hulk включала девять новых миссий, новые синематики, а также новые звуковые эффекты и реплики (требующих звуковой карты для работы). В отличие от версий, работающих на DOS, версия для Amiga (выпущенная осенью 1993 года) не могла быть установлена на жёсткий диск; пользователям Amiga приходилось несколько раз менять дискеты по ходу прохождения игры. В Японии игра была портирована на NEC PC-9821 местным разработчиком компьютерных игр, компанией Starcraft. В 1996 году Electronic Arts выпустила сиквел игры, Space Hulk: Vengeance of the Blood Angels.

## Награды и критика
| Иноязычные издания     | Иноязычные издания |
| Издание                | Оценка             |
| ---------------------- | ------------------ |
| CGW                    | [ 18 ]             |
| Next Generation        | [ 19 ]             |
| Next Generation        | [ 19 ]             |
| Русскоязычные издания  |                    |
| Издание                | Оценка             |
| «Страна игр»           | 4-                 |
| «КомпАс»               | —                  |
| «Корона Видео-Асс»     | —                  |
| Энциклопедия Водолеева | [ 23 ]             |

Критики отметили атмосферу игры, сравнив её с научно-фантастическим фильмом «Чужие» (1986). Помимо концепции столкновения тяжеловооружённых солдат и инопланетян, выглядевшей похожей на работы Ханса Руди Гигера, игра напоминала режимом обзора от лица терминатора сцену из фильма, в которой лейтенант десантников следил за ситуацией и раздавал приказы солдатам в тёмном сыром окружении.
Многие критики отмечали приступы паники и страха, вызванные управлением медленными громоздкими космодесантниками против быстрых смертоностных генокрадов. Критики отмечали стресс, возникающий при слежении за несколькими космодесантниками одновременно, пока генокрады исследуют фланги и заманивают космодесантников на верную смерть. Несмотря игру в хорошо освещённом шумном офисе, Дэвид Апчёрч из журнала The One сказал, что игра «напугала его до усрачки», а Джефф Джеймс из Computer Gaming World отметил, что из-за комбинации «прекрасного использования цифровых звуков» и «генокрадов, отрисовывающихся с тошнотворным фиолетовым оттенком», он «не раз вскакивал со своего командирского кресла». В исследовании Computer Gaming World космических военных игр, опубликованного в феврале 1994 года, журнал поставил игре оценку B, отметив, что «графика превосходна, и кровищи в изобилии», но сравнив неконтролируемых членов отряда с краснорубашечниками из «Звёздного пути». В исследовании стратегических космических игр, действие которых разворачивается в 2000 году или позже, опубликованном в том же журнале в мае 1994 года, игре была присвоена оценка в три звезды из пяти; рецензенты отметили, что игра «настолько достоверна, насколько возможно, с отличной графикой и звуком». Тони Диллон из CU Amiga отметил, что игра «не для слабых сердцем», а Скотт Мэй из Compute! описал игру как «воплотившийся кошмар травителя насекомых». В журнале Amiga User International отметили чувство командного духа, вызываемого бриффингами игры в монашеском стиле. Журналист Алек Меер, напротив, вспоминал о бриффингах как об одном из примеров «величайшего разрушения атмосферы в истории компьютерных игр».
Помимо атмосферы, тщательного внимания критиков удостоились игровые механики Space Hulk. Лестер Смит из журнала Dragon назвал игру «прекрасной адаптацией первоначальной настольной формы». Он похвалил Electronic Arts за передачу «опыта собственноручной охоты на жуков с использованием возможностей компьютера», а не простую имитацию механик настольной игры. Апчёрч, наряду с Риком Скюсом из Computer and Video Games, высказал ту же мысль, отметив, что механика ограниченной по времени паузы из электронной версии игры воспринимается гораздо лучше, чем симуляция бросков кубиков и последовательность ходов настольной игры. Ряд критиков высказали противоположную точку зрения. Дии и Джей из Dragon хотели от компьютерной игры «преданности механикам настольной игры», заявив, что геймдизайн компьютерной игры оказался слишком сложным для них; они посчитали, что контролировать пять или более космодесантников одновременно в реальном времени невозможно. Аналогично, Марк Смит и Иэн Осборн из Amiga Force нервничали от необходимости отдавать приказы нескольким космодесантникам одновременно и реагировать на неожиданные атаки по нескольким направлением. Другой причиной для разочарования стала медленная скорость космодесантников. Меер высказал предположение, что медленная реакция космодесантников является неотъемлемой частью атмосферы игры: сражения медленных и громоздких из-за дизайна и интерфейса игры космодесантников с быстрыми смертоносными врагами должно действовать игрокам на нервы. Мэй аналогично посчитал многозадачную природу игры существенной для её напряжённости. Роб Мед из Amiga Format высказал своё мнение как человека, не игравшего в настольную игру. Он оценил игру как «очень хорошую, но не идеальную» и предположил, что поклонникам настольной игры она придётся по вкусу, так как такие игроки склонны ценить внимание к деталям, планирование и тактику.
Рецензенты на платформе Amiga отмечали раздражающую необходимость часто менять диски во время игры. Несмотря на это, напряжённая атмосфера игры, создающаяся комбинацией игровых механик, использованием звуков и искусственным интеллектом, обеспечила многих рецензентов запоминающимися моментами. Саймон Клэйс из Amiga Computing, один из них, заявил: «Space Hulk была очень сложной стратегическо-трёхмерной стилизованной-под-подземелья игрой с большим количеством экшена и захватывающих моментов». Мэй заявил, что игра содержит «безумный» уровень насилия, однако он «неотразимо воодушевляет, когда экшен разворачивается в непрерывной, душераздирающей бойне». Через десять лет после выпуска игры несколько рецензентов упоминали Space Hulk как игру серии Warhammer 40,000, достойную похвалы. Меер описывал опыт повторного прохождения игры через 15 лет после выпуска: «паника и ужас от столкновения с противником на 90 градусах и осознания того, что вы ничерта не сможете с этим поделать, пока ваш нижний кишечник не выплеснется вам на ноги — это всё ещё нечто довольно особенное».
Next Generation, обозревая версию игры для PlayStation, написал: «если вам нравится тяжелая доза атмосферы и небольшая — стратегии, смешанной с экшеном, то Space Hulk вам это предоставит».
В 1994 году PC Gamer UK поставил Space Hulk на 10 место в списке лучших игр всех времён. Редакторы посчитали её исключительно высококачественной для адаптации настольной игры и написали: «напряжение, вызванное тем, как сложно держать свою группу в живых при всё более непреодолимых шансах, просто невероятно».